# Amblopala nepalica
Amblopala nepalica är en fjärilsart som beskrevs av John Nevill Eliot. Amblopala nepalica ingår i släktet Amblopala och familjen juvelvingar. Inga underarter finns listade i Catalogue of Life.